# تنغ اناري (مقاطعة فيروزآباد)
تنغ اناري (بالفارسية: تنگ اناری) هي قرية تقع في قسم خواجه‌اي الريفي في إيران. يقدر عدد سكانها بـ 19 نسمة .